# Yardie
Yardie è un film del 2018 diretto da Idris Elba, al suo debutto da regista. Il titolo prende spunto dal termine con cui vengono definite le gang giamaicane e britanniche di origine giamaicana, appunto Yardies.
La pellicola è l'adattamento cinematografico del romanzo omonimo del 1992 scritto da Victor Headley.

## Trama
Il giovane Dennis ("D") assiste nel 1973 alla morte del fratello maggiore Jerry Dread durante un Dancehall in un ghetto della capitale giamaicana di Kingston, dilaniata dalla guerra tra due bande di spacciatori che Jerry, Rastafariano e pacifista, vuole convincere a smettere di sparare tra le strade con lo slogan "no more war" scandito durante la diffusione delle canzoni reggae.
Mentre Jerry, dopo aver riempito una piccola piazza tra le baracche e riunito la gente a ballare al ritmo della musica convince i due capiclan a stringersi la mano sul palco improvvisato sul suo furgone, un coetaneo di D, Clancy Hibbert, gli spara e poi fugge nel panico generale e scompare per anni.
Uno dei due boss delle gang, King Fox, lo prende sotto la sua ala protettrice e negli anni seguenti lo fa diventare uno dei suoi uomini di fiducia. Dieci anni dopo, nell'83, King Fox è il "Don" indiscusso del ghetto di Kingston e, nel tentativo di disciplinare la personalità impetuosa di D, lo manda a Londra per consegnare un pacco di cocaina a un suo spacciatore di Londra, Rico, capo del Sound system "Red Kattz". Nell'incontro nel locale underground D cambia idea e riesce a fuggire con la droga, inseguito dai gangster della banda di yardies e trovando rifugio dalla moglie Yvonne, fidanzatina d'infanzia poi emigrata nella capitale britannica quattro anni prima con la loro figlioletta Vanessa.
Poco dopo tre ragazzi di un gruppo misto anglo/giamaicano chiamato High Noon che gravitano attorno al locale di Rico e che hanno rubato la valigia di "D" e una pistola dall'auto con cui questi era stato portato all'incontro, fanno irruzione nel piccolo appartamento di Yvonne per costringerlo a consegnargli la droga, ma D li disarma e poi si fa convincere a venderla a una banda di spacciatori turchi. Mentre D e i nuovi compagni iniziano a vendere la cocaina, Rico e i suoi gli danno la caccia, riuscendo a trovarlo più volte ma senza catturarlo, finché non rapiscono la figlia riportandola alla mamma e minacciandola di ucciderla se D non si consegna spontaneamente. A quel punto D porta i soldi a Rico e viene risparmiato, cercando quindi di ritornare a una vita dedicata alla musica reggae con gli High Noon, sempre tormentato dalle visioni del fratello ucciso e diviso tra la sete di vendetta e il desiderio di esaudire l'incitamento pacifista di Jerry, ma scopre l'esistenza dell'assassino di questi a Londra e riesce a trovarlo. Ne segue una sparatoria in cui muore uno dei suoi tre nuovi compagni, Sticks.
Yvonne cerca di mediare la fine di questa faida, e ha un confronto in cui Clancy le confessa di essersi rifatto una vita con la moglie e i due figli, sempre tormentato dai rimorsi, e che a obbligarlo a uccidere Jerry era stato proprio King Fox. I capo di "D" arriva dalla Giamaica per cercare di riprendere il controllo della situazione e in una serata musicale nel locale di Rico, mentre "D" fa Chatting su una base condannando gli assassini e spacciatori della Red Kattz, strangola Rico, ormai fuori controllo per la dipendenza dalla droga. Subito dopo lui e "D" hanno un confronto nello scantinato del locale, ascoltati di nascosto da Clancy che quando sente di essere accusato da King Fox dell'omicidio gli spara, venendo ucciso da "D" dopo aver urlato che il gangster l'aveva pagato 50 sterline per ammazzare Jerry. Mentre King Fox ferito a terra si giustifica dicendo che il suo obiettivo non era Jerry ma il capo della banda rivale, "D" lo finisce con un colpo di pistola e poi si allontana con la moglie per cercare di riprendere una vita di pace.

## Promozione
Il primo trailer del film viene diffuso il 22 febbraio 2018.

## Distribuzione
Il film è stato presentato al Sundance Film Festival 2018 il 20 gennaio nella sezione World Cinema Dramatic e distribuito nelle sale cinematografiche britanniche dal 31 agosto 2018.

## Riconoscimenti
- 2018 - Sundance Film Festival
  - Candidatura per il Premio della giuria: World Cinema Dramatic